# Armando Manzanero
Armando Manzanero Canché (Ticul, Yucatán, 7 de diciembre de 1935-Ciudad de México, 28 de diciembre de 2020), fue un compositor, cantante, actor, músico y productor discográfico mexicano, considerado por parte de especialistas, prensa y músicos como uno de los compositores más exitosos de la historia.
Escribió más de cuatrocientas canciones, de las cuales más de cincuenta han alcanzado fama internacional, como «Somos novios», «Esta tarde vi llover», «Contigo aprendí» y «Adoro». Sus temas le valieron el seudónimo de Rey del Romanticismo y fueron interpretados por múltiples estrellas internacionales. 
Fue acreedor de un premio Grammy a la carrera artística, reconocimiento especial con el que han sido galardonadas grandes personalidades musicales, y que se entrega a artistas que han hecho destacables contribuciones al campo de la discografía. Participó en numerosos programas de radio y televisión, grabó más de treinta discos y musicalizó numerosas películas. Era, hasta la fecha de su fallecimiento, presidente de la Sociedad de Autores y Compositores de México.
Falleció el 28 de diciembre de 2020 a los 85 años, por complicaciones derivadas del COVID-19.

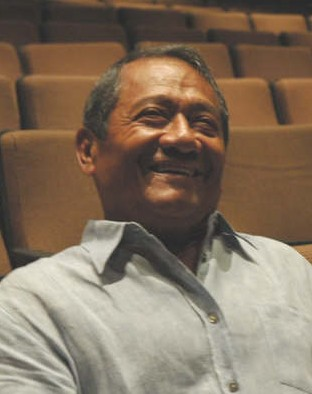
Armando Manzanero en 2010

## Biografía

### Primeros años
Aunque algunas fuentes mencionan a Mérida como su lugar de nacimiento, en Ticul donde en una casa de paja vivió sus primeros años, que luego fue transformada, y en posesión de los familiares de su madre. Nació en una Fue hijo de Juana Canché quien tocaba la jarana jarocha, y su padre Santiago Manzanero, músico y uno de los fundadores de la orquesta típica Yucalpeténe quienes lo introdujo al mundo de la música desde temprana edad. Fue registrado el día 25 del mismo mes y año. La Galería de Arte de Ticul lleva el nombre de la progenitora “Juanita Canché de Manzanero". Creció en el barrio de La Cruz de Gálvez de Mérida, en donde fue educado por su abuela materna Rita Baqueiro Chi. Manzanero, se consideraba de origen maya: 
Yo por mi raza soy maya, yo soy un indígena, inclusive yo empecé a aprender el castellano a los 4 o 5 años. Los primeros 4 años viví con mi abuela que nada más hablaba maya. Yo como yucateco, en lo que respecta a la civilización maya soy inmensamente orgulloso.

### Inicios yMi primera grabación
Armando inició a los ocho años estudios de música en la escuela de Bellas Artes de su ciudad natal, completando su formación musical en la Ciudad de México. En 1950, compone su primera melodía titulada «Nunca en el mundo», al año siguiente inicia su actividad profesional como pianista y seis años más tarde comienza a trabajar como director musical de la casa filial mexicana de la compañía discográfica CBS Internacional.
En 1962, obtiene el quinto lugar en el Primer Festival de la Canción del Palacio de Bellas Artes de México. En 1965 gana el primer lugar del Festival de la Canción en Miami con el tema «Cuando estoy contigo». En 1966 Carlos Lico pone en primeras posiciones de radio su canción «No»; En 1967, animado por un ejecutivo de la filial mexicana del sello RCA Víctor, graba su primer disco, titulado Mi primera grabación, con canciones propias, donde destaca el romanticismo que lo caracterizará más adelante.

### Somos novios,Corazón amigoy Luis Miguel
En 1970, el cantautor estadounidense Sid Wayne, quien componía canciones para Elvis Presley, versionó su canción «Somos novios» en idioma inglés, titulándola «It's impossible».
En 1978 obtiene el primer lugar del Festival de Mallorca en España con el tema «Señor amor». En 1982, la canción «Corazón amigo» se lleva los honores en el Festival Yamaha.

### Décadas de 1990 y 2000
En su incursión como productor, se destaca la realizada en el álbum Romance de Luis Miguel, editado en 1991, en el que incluyen canciones de su autoría como «Te extraño» y «No sé tú». En 1993, la revista Billboard le otorgó el Premio a la Excelencia por su trayectoria artística.
En 1996, compone e interpreta Nada personal, tema de la telenovela homónima, a dueto con Lisset, convirtiéndose en uno de sus temas más recordados, un año después forma parte de la composición del tema Dime, de la telenovela Mirada de mujer, interpretado por Aranza.
En 1998 vuelve a componer un tema para la telenovela Tentaciones, interpretado por él, de nuevo junto con Lisset.
En el 2001 ganó el Latin Grammy al mejor dúo o grupo pop vocal por Duetos, en que canta con artistas como Olga Tañón, Alejandro Sanz, Ricardo Montaner, Lucero y Miguel Bosé. Nueve años después, recibió el Premio a la Excelencia Musical de la Academia Latina de la Grabación, que entrega los Latin Grammy.

### Década de 2010
En septiembre de 2010, tras la muerte de Roberto Cantoral, asumió la presidencia del comité directivo de la Sociedad de Autores y Compositores de México (SACM).
En 2011, el legendario cantante estadounidense Tony Bennett grabó con el español Alejandro Sanz una versión bilingüe de «Esta tarde vi llover» (titulada en inglés «Yesterday I Heard the Rain») para su álbum superventas Duets II.
En 2012, colabora en el disco Orígenes: el bolero, de los españoles Café Quijano. Concretamente, canta mano a mano con ellos en la canción «Quiero que mi boca se desnude», que cierra el nuevo trabajo de los leoneses.
En 2013, participa en la grabación de la segunda parte del disco Gracias a vosotros de la legendaria cantante española María Dolores Pradera, interpretando a dúo «Esta tarde vi llover». Armando Manzanero se convirtió el sábado 27 de enero de 2014 en el primer mexicano en recibir un Premio Grammy honorífico por su trayectoria, el cual le fue otorgado por la Academia Nacional de Artes y Ciencias de la Grabación (The Recording Academy) de Estados Unidos.

### Vida personal
Se casó cuatro veces: con María Elena Arjona Torres (1957-1970), María Teresa Papiol Mirassou (m. 1991-1996), Olga Aradillas (m. 2002-2006), Laura Elena Villa (m. 2014). Sus 7 hijos son María Elena, Martha, Armando, Diego, Juan Pablo, Mainca y Rodrigo. Sus nietos, Valentina, Joel, Emilio, Emiliano, Aaron, Sebastián, Isabela, Natalia, Inés, José María, Mariana, Ximena, Andrea, Jorge, Alejandro, Carolina y María Elena.

## Muerte
Hizo una fiesta para su cumpleaños desoyendo todas las recomendaciones de evitar aglomeraciones en la pandemia por Covid-19 pues era negacionista del virus. El 17 de diciembre de 2020 fue diagnosticado con neumonía y posteriormente fue internado en la Ciudad de México, según comentó su familia y la Sociedad de Autores y Compositores de México. Once días después, falleció por complicaciones derivadas del virus COVID-19 el 28 de diciembre de ese mismo año. Su cuerpo fue cremado y sus cenizas fueron trasladadas a Mérida, en Yucatán, donde nació y donde hay una casa museo en su honor.

## Discografía
- 1967: Mi primera grabación
- 1967: A mi amor... con mi amor
- 1967: Manzanero el Grande
- 1968: Somos novios
- 1968: Armando Manzanero, su piano y su música
- 1968: Qué bonito viven los enamorados
- 1968: José Alfredo Jiménez interpreta a Armando Manzanero - Armando Manzanero interpreta a José Alfredo Jiménez
- 1969: Para mi siempre amor
- 1970: Y... siempre aquí
- 1972: Tiempo de Amar
- 1976: Lo mejor de Armando Manzanero
- 1976: Chelique y Manzanero En Casa (Los Románticos de América) con el cantautor venezolano Chelique Sarabia
- 1977: Fanático de ti
- 1977: Corazón salvaje
- 1979: Ternura y romance
- 1981: Mi trato contigo
- 1982: Otra vez romántico
- 1985: En este otoño
- 1987: Música peruana
- 1988: Mientras existas tú
- 1992: Las canciones que quise escribir
- 1995: La Libertad de Manzanero
- 1996: Nada personal

## Premios y nominaciones
- 1993, Premio Lo Nuestro a la excelencia.[25]
- 2001, Premio Grammy Latino al Mejor Álbum Vocal Pop Dúo o Grupo.[26]
- 2010, Premio Grammy Latino a la Excelencia Musical.
- 2014, Premio Grammy a la carrera artística.
- 2020, Premio Billboard de la Música Latina a la Trayectoria Artística.[27]

Fue nominado:
- 1972 Premio Grammy a la Canción del Año.[28]
- 1997 y 1998, Premio Ariel al Mejor Tema Musical o Canción Especialmente Escrita para Cine.[29]
- 2017, Premio Grammy Latino al Productor del Año.[28]

## Filmografía[30]
- 1969, Corazón contento o Somos novios  Armando Moreno
- 1992, Cándido de día, Pérez de noche
- 2001, Yo soy Betty, la fea  Él Mismo

## Canciones de telenovela
- 1977, Corazón salvaje - "Amanecer" y "Fue una vez"
- 1993, Apasionada - "No sé tú" (interpretada por Luis Miguel)
- 1993, Dos mujeres, un camino - "Adoro" (interpretada por Bronco)
- 1996, Nada personal - "Nada personal" (dueto con Lisset)
- 1998, Tentaciones - "Tentaciones" (dueto con Lisset)
- 2001, Yo soy Betty, la fea - "Somos novios" (dueto con Olga Tañón)
- 2003, La hija del jardinero - "Somos novios" (dueto con Mariana Ochoa)
- 2006, La hija del mariachi - "Adoro" (interpretada por Adriana Bottina)
- 2010, Vidas robadas - "Entre la espada y la pared"
- 2013, Quiero amarte - "Quiero amarte" (con la colaboración de Noel Schajris, Samo, Jesús Navarro, Juan Pablo Manzanero y Carlos Macías)
- 2017, Nada personal - "Nada personal" (interpretada por Ximena Sariñana y Jesús Navarro)